# CD 산페르난도
CD 산페르난도(스페인어: Club Deportivo San Fernando)는 스페인 안달루시아주 카디스도 산페르난도를 연고로 하는 축구단이다. 1940년에 칸타브리아주 출신 이민자들이 세운 3개의 구단들이 병합해 창단되었으나, 2009년 6월 16일에 재정난으로 인해 해단되었다.